# سفارة غواتيمالا في لندن
سفارة غواتيمالا في لندن هي البعثة الدبلوماسية لغواتيمالا في المملكة المتحدة. إنه بعيد إلى حد ما عن معظم السفارات الأخرى والتي ومعظمها يقع في الغالب في وسط أو غرب لندن اما هي فقع في منطقة سكنية في المقام الأول في Notting Hill Chelsea.
كانت السفارة موجودة في تشيلسي ، لكنها انتقلت إلى 105a Westbourne Grove ،Notting Hill، في يونيو 2015.
يمكن إنشاء اتصال مباشر بالسفارة من خلال موقعها الرسمي على الإنترنت أو من خلال الخط الأرضي للسفارة في المملكة المتحدة 020 7221 1525.

## معرض صور

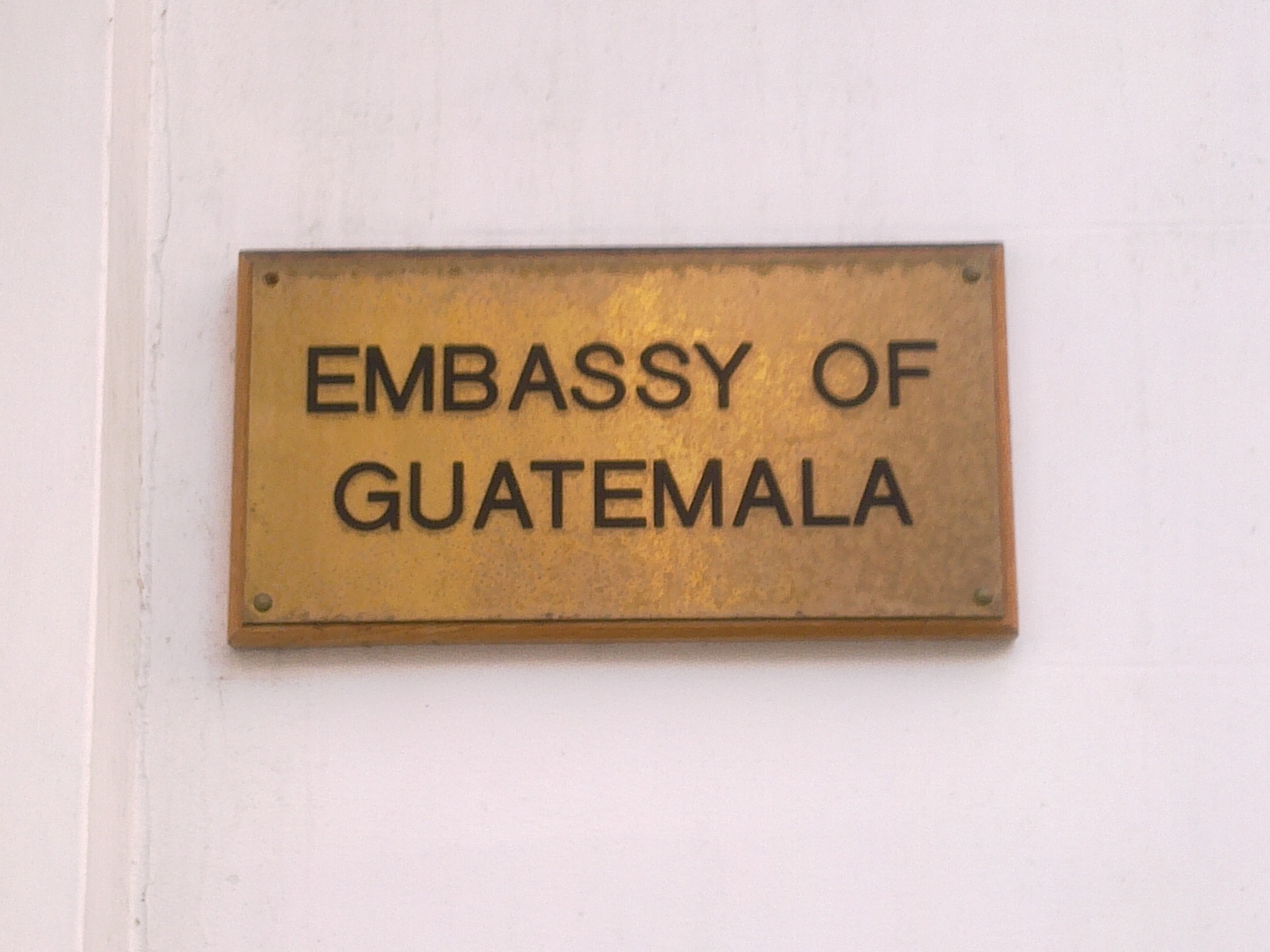
درع خارج السفارة
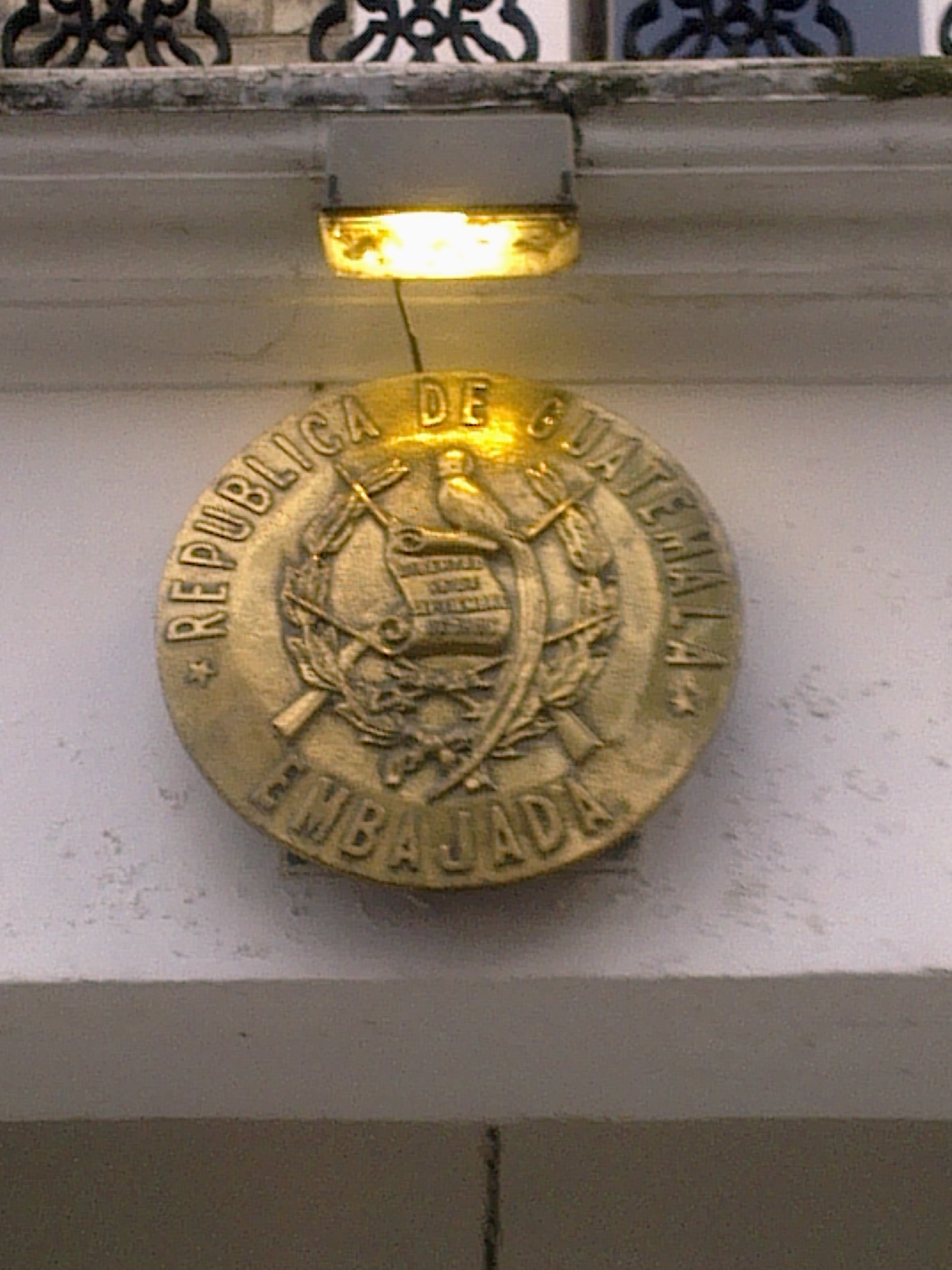
الشعار الوطني لغواتيمالا فوق مدخل السفارة
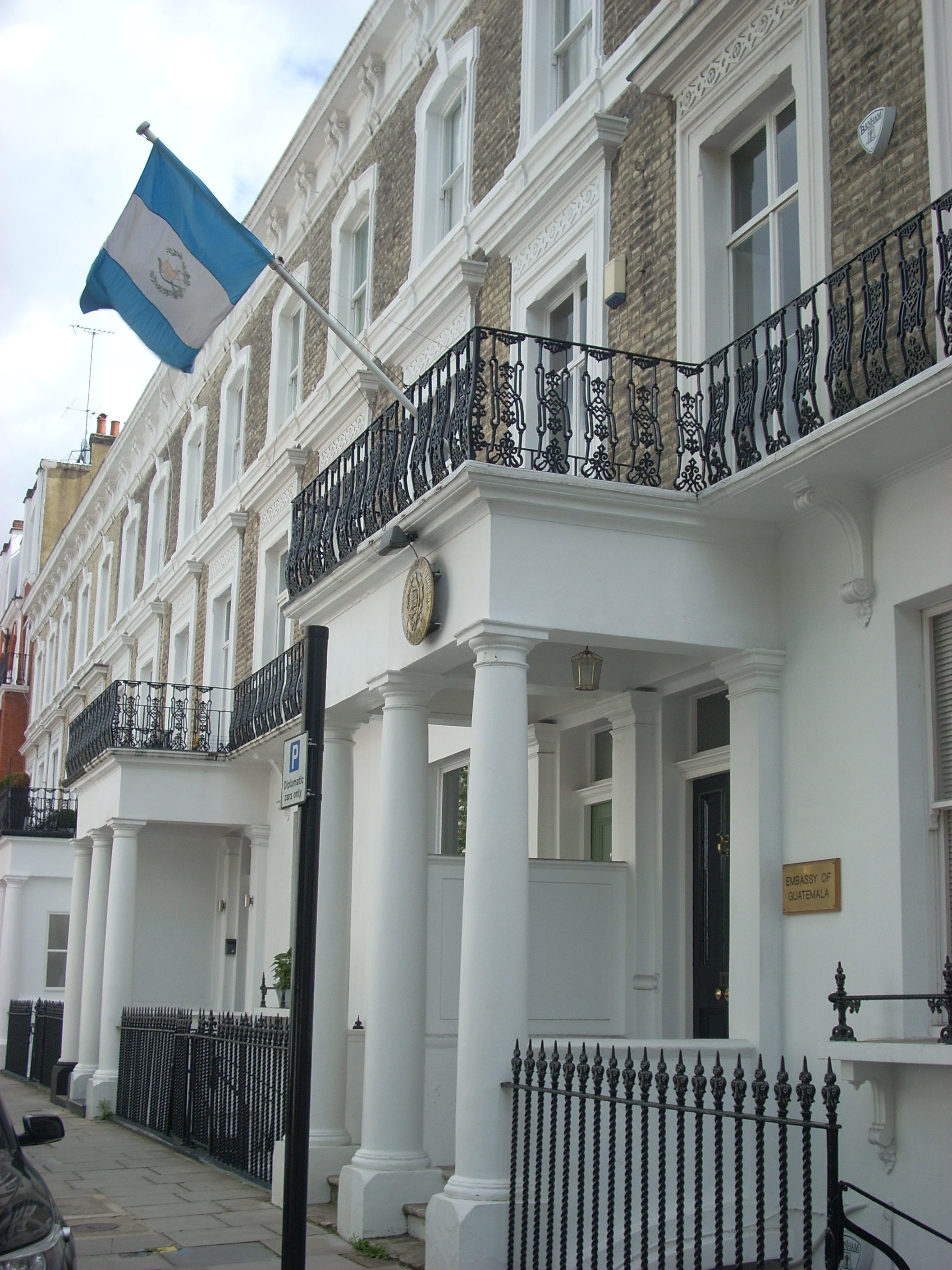
السفارة السابقة